# Gaziemir

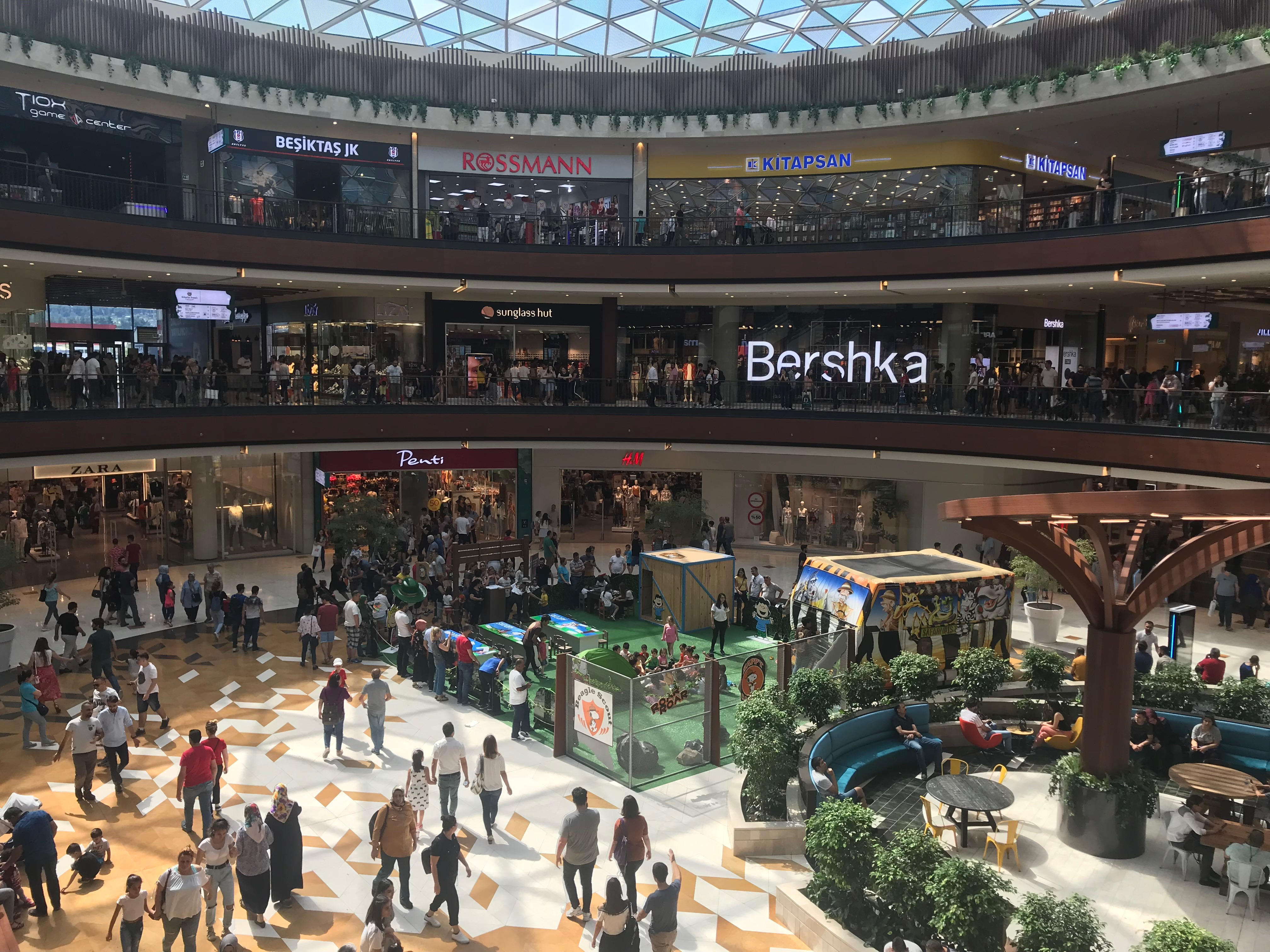
A view of the interior of İzmir Optimum in Gaziemir, İzmir.

Gaziemir est une ville et un district de la province d'İzmir dans la région égéenne en Turquie.